# Joan Arbós i Perarnau
Joan Arbós i Perarnau (Terrassa, 12 de novembre de 1952) és un jugador d'hoquei sobre herba terrassenc, guanyador d'una medalla olímpica.
Membre del Club Egara i de l'Atlètic Terrassa, va participar als 19 anys en els Jocs Olímpics d'Estiu de 1972 realitzats a Múnic (Alemanya Occidental), on aconseguí guanyar un diploma olímpic en finalitzar setè en la competició olímpica. En els Jocs Olímpics d'Estiu de 1976 realitzats a Mont-real (Canadà) tornà a guanyar un diploma olímpic en finalitzar sisè en la competició olímpica. En els Jocs Olímpics d'Estiu de 1980 realitzats a Moscou (Unió Soviètica) aconseguí guanyar la medalla de plata en la competició masculina, finalitzant vuitè en els Jocs Olímpics d'Estiu de 1984 realitzats a Los Angeles (Estats Units), aconseguint així un nou diploma olímpic.